# 敘利亞-瑪蘭卡禮天主教普圖爾教區
敘利亞-瑪蘭卡禮天主教普圖爾教區 （拉丁語：Eparchia Puthurensis）是一個東儀天主教教區（敘利亞-瑪蘭卡禮），屬蒂魯瓦爾拉總教區。
教區成立於2010年1月25日，包括卡納塔克邦西南部九縣。2010年有教友2,270人、廿一個堂區、十名司鐸。現任教區主教為吉瓦蓋塞‧奧塔滕吉爾。